# Philip Graves (Triathlet)
Philip Graves (* 7. April 1989 in York) ist ein britischer Triathlet und Ironman-Sieger (2009).

## Werdegang
Im Juni 2009 gewann Philip Graves auf der halben Ironman-Distanz (1,9 km Schwimmen, 90 km Radfahren und 21,1 km Laufen) den UK Ironman 70.3.

### Ironman-Sieger 2009
Im August gewann der erst 20-jährige als bislang jüngster Sieger bei seinem ersten Start ebenso über die Langdistanz (3,86 km Schwimmen, 180,2 km Radfahren und 42,195 km Laufen) beim Ironman UK.
Im September 2018 wurde er zum dritten Mal in Folge Zweiter beim Ironman Wales.
Sein Spitzname ist „Quads“. Philip Graves lebt in Swansea und wird von Jack Maitland trainiert.

## Sportliche Erfolge
| Datum/Jahr    | Rang | Wettbewerb            | Austragungsort   | Zeit     | Bemerkung |
| ------------- | ---- | --------------------- | ---------------- | -------- | --- |
| 7. Feb. 2020  | DNF  | Ironman 70.3 Dubai    | Dubai            | –        | |
| 7. Dez. 2019  | 11   | Ironman 70.3 Bahrain  | Manama           | 03:42:19 | Radstrecke verkürzt                                                                                                 |
| 13. Juni 2015 | 46   | Europaspiele 2015     | Baku             | 02:03:46 | als drittschnellster Brite                                                                                          |
| 17. Juni 2012 | 1    | UK Ironman 70.3       | Somerset         | 04:19:45 | |
| 28. Mai 2011  | 3    | Bilbao Triathlon      | Bilbao           | 04:09:49 | |
| 14. Mai 2011  | 12   | Ironman 70.3 Mallorca | Alcúdia          | 04:11:02 | bei der Erstaustragung                                                                                              |
| 30. Okt. 2010 | 36   | Ironman 70.3 Miami    | Miami            | 04:38:31 | bei der Erstaustragung                                                                                              |
| 20. Juni 2010 | 2    | UK Ironman 70.3       | Wimbleball Lake  | 04:20:27 | hinter Fraser Cartmell                                                                                              |
| 1. Mai 2010   | 4    | Wildflower Triathlon  | Lake San Antonio | 04:03:54 | auf der Mitteldistanz (1,9 km Schwimmen, 90 km Radfahren, 21 km Laufen) hinter dem deutschen Sieger Michael Raelert |
| 25. Apr. 2010 | 8    | Ironman 70.3 Texas    | Galveston Island | 03:58:26 | hinter dem Sieger Terenzo Bozzone                                                                                   |
| 14. Juni 2009 | 1    | UK Ironman 70.3       | Wimbleball Lake  | 04:15:48 | [ 2 ] |

| Datum/Jahr    | Rang | Wettbewerb          | Austragungsort    | Zeit     | Bemerkung |
| ------------- | ---- | ------------------- | ----------------- | -------- | --- |
| 9. Sep. 2018  | 2    | Ironman Wales       | Tenby             | 09:00:13 | |
| 10. Sep. 2017 | 2    | Ironman Wales       | Tenby             | 09:09:33 | |
| 18. Sep. 2016 | 2    | Ironman Wales       | Tenby             |          | |
| 1. März 2014  | 8    | Ironman New Zealand | Taupō             | 08:52:34 | |
| 1. Juli 2012  | DNF  | Ironman Austria     | Klagenfurt        | –        | Rennabbruch auf der Laufstrecke                                                                                              |
| 2. Mai 2012   | DNF  | Ironman Lanzarote   | Puerto del Carmen | –        | |
| 22. Mai 2010  | DNF  | Ironman Lanzarote   | Puerto del Carmen | –        | Philip Graves lag als jüngster Starter nach dem Schwimmen noch in der Spitzengruppe, konnte das Rennen aber nicht beenden.   |
| 10. Okt. 2009 | 57   | Ironman Hawaii      | Hawaii            | 09:16:02 | |
| 2. Aug. 2009  | 1    | Ironman UK          | Bolton            | 08:48:30 | Der erst 20-jährige Philip Graves gewinnt bei seinem ersten Start über die Langdistanz – neben Bella Bayliss bei den Frauen. |

(DNF – Did Not Finish)